# 深沢正樹
深沢 正樹（ふかさわ まさき、1965年3月11日 - ）は、日本の映画監督、脚本家。長野県松本市出身。

## 略歴・人物
長野県松本深志高校在学中より、同校出身の降旗康男監督、熊井啓監督らの作品に影響を受け、映画監督を志す。中央大学在学中に制作進行として映画「ビリィザキッドの新しい夜明け」に参加する。以後、助監督として多くの作品に関わり、刑事ドラマ「ジャングル」で長谷部安春監督に師事する。1992年フジテレビ日曜ドラマハウスで自ら脚本を書き、26歳で監督デビューを果たす。それ以降、監督業も行いつつ、脚本家として主にミステリー、サスペンス、事件ものを手がけ、連続ドラマ・単発ドラマ問わず膨大な数の娯楽作品を世に送り出している。

## 脚本作品

### テレビドラマ

#### 連続ドラマ
- 1993 日曜はダメよ
- 1993 引っ越せますか
- 1993 もうひとつのJリーグ
- 1994 横浜心中
- 1994 西遊記
- 1994 遠山金志郎美容室
- 1994 静かなるドン
- 1995 ステイション
- 1995 金田一少年の事件簿
- 1996 金田一少年の事件簿2
- 1996 はみだし刑事情熱系
- 1997 木曜の怪談
- 1997 こんな恋のはなし
- 1997 はみだし刑事情熱系2
- 1997 悪霊学園
- 1998 スウィートデビル
- 1998 はみだし刑事情熱系3
- 1999 てっぺん
- 1999 はみだし刑事情熱系4
- 2000 YASHA夜叉
- 2001 科捜研の女3
- 2001 はるちゃん5
- 2002 三匹が斬る
- 2002 はるちゃん6
- 2003 動物のお医者さん
- 2003 おみやさん2
- 2003 相棒 Season 2
- 2003 西部警察2003

※連続ドラマ版の脚本を手掛けていたが、撮影中の事故により制作中止。
- 2004 おみやさん3
- 2004 女医・優〜青空クリニック〜
- 2005 おみやさん4
- 2006 アンナさんのおまめ
- 2006 警視庁捜査一課9係
- 2006 特命!刑事どん亀
- 2006 おみやさん5
- 2007 警視庁捜査一課9係2
- 2007 女刑事みずき2
- 2008 警視庁捜査一課9係3
- 2008 サラリーマン金太郎
- 2009 ゴッドハンド輝
- 2009 新・警視庁捜査一課9係
- 2009 交渉人〜THE NEGOTIATOR〜2
- 2010 サラリーマン金太郎2
- 2010 新・警視庁捜査一課9係2
- 2011 悪党〜重犯罪捜査班
- 2011 新・警視庁捜査一課9係3
- 2011 俺の空 刑事編
- 2012 GTO
- 2012 警視庁捜査一課9係7
- 2013 信長のシェフ
- 2013 町医者ジャンボ!!
- 2013 警視庁捜査一課9係8
- 2014 信長のシェフ2
- 2014 警視庁捜査一課9係9
- 2014 ST 赤と白の捜査ファイル
- 2015 警視庁捜査一課9係10
- 2015 ミステリなふたり
- 2016 警視庁ゼロ係〜生活安全課なんでも相談室〜
- 2016 警視庁捜査一課9係11
- 2016 ドクターカー
- 2016 女たちの特捜最前線
- 2017 三匹のおっさん3
- 2017 警視庁捜査一課9係12
- 2018 特捜９
- 2020 警視庁・捜査一課長2020
- 2021 警視庁・捜査一課長season5
- 2022 眼の壁

#### 単発ドラマ
2001年以前
- フジテレビ日曜ドラマハウス『がんばって、私』（演出も兼ねたデビュー作　1992年）
- 読売テレビドラマシティー93『ふられ上手』
- 春のスペシャルドラマ 金田一少年の事件簿　学園七不思議殺人事件
- しんドラ『ようこそ夢クラ』（全4回）
- 春のスペシャルドラマシャドウ商会変奇郎
- 山口放送スペシャルドラマ『卒業写真』
- 手塚治虫劇場るんは風の中
- 日本テレコムヒューマンスペシャル『いくつもの海をこえて』
- メーテレドラマダムド・ファイル
- 月曜ドラマスペシャル演歌・唱太郎の人情事件日誌(1)
- 月曜ドラマスペシャル演歌・唱太郎の人情事件日誌(2)
- 月曜ドラマスペシャル家庭欄記者・鍋嶋六郎(2)
- 月曜ドラマスペシャル自治会長・糸井緋芽子社宅の事件簿(1)
- 火曜サスペンス殺人迷路
- 火曜サスペンス六月の花嫁・遺言結婚
- 火曜サスペンス再会
- 火曜サスペンス追跡(3)
- 火曜サスペンス追跡(4)
- 火曜サスペンス母子誘拐
- 金曜エンタテイメント早苗とたまき・涙の事件簿
- 金曜エンタテイメントドーラク弁護士
- 金曜エンタテイメント小春センセイの事件簿
- 土曜ワイド京都在原業平殺人事件
- 土曜ワイド広域捜査官楠錬三郎(1)

2002年
- 月曜ミステリー自治会長・糸井緋芽子社宅の事件簿(2)
- 土曜ワイド京都～奈良万葉の旅連続殺人!31文字に隠された複合動機の謎
- 土曜ワイド広域捜査官楠錬三郎(2)北へ南へ 札幌定山渓〜長崎平戸・シングルマザー連続殺人!
- 土曜ワイド100億の悪女ふたり 「車椅子の息子を殺して」

2003年
- メーテレスペシャルドラマ奥さまA〜彼女はバツイチ、3人の子持ち、そして魔女〜
- 火曜サスペンス眠らない電話
- 土曜ワイド広域捜査官楠錬三郎(3) 整形美男美女連続殺人!
- 水曜ミステリー9密会の宿(1)北鎌倉不倫殺人旅行 〜次々に襲われるカップルの謎
- 火曜サスペンス幻の女
- 土曜ワイド殺人ロケ 美女三人貧乏撮影隊が出会った三つの連続殺人! 沖縄・残波岬、時間差トリックの完全犯罪
- 月曜ミステリー自治会長・糸井緋芽子社宅の事件簿(3)

2004年
- 金曜エンタテイメント外科医 鳩村周五郎 闇のカルテ(1)
- メーテレスペシャルドラマちづるぎたあ〜あなたの夢は今どこに行きましたか?〜
- 土曜ワイドハラハラ刑事〜危険な二人の犯罪捜査〜(1)
- 火曜サスペンス十七年目の秘密 定時制教師石本歩 闇に響く刑務所帰りの女の悲鳴〜
- 月曜ミステリー自治会長・糸井緋芽子 社宅の事件簿(5)
- 土曜ワイドドクVSデカ〜心療内科医&殺人課刑事の捜査ファイル(2) 緑色の炎に焼かれた男と女 誘惑された通り魔
- 月曜ミステリー見当たり捜査25時 女指名手配犯VS美人温泉女将の壮絶法廷バトルの罠！記憶と勘を武器に犯人を捜す捜査官が完全犯罪を暴いた48時間
- 水曜ミステリー9密会の宿(2) 女と指輪の殺人 北鎌倉・不倫旅行の男が死んだすれ違い夫婦に訪れた破局の時! 大浴場に残された結婚指輪の謎
- 月曜ミステリー自治会長・糸井緋芽子 社宅の事件簿(4) リストラ人事をした前任者が転落死！出世した夫に地獄の日々…いい気になると殺されるぞ!殺人鬼の手から緋芽子の命を救え

2005年
- 土曜ワイドハラハラ刑事〜危険な二人の犯罪捜査〜(2)
- 月曜ミステリー狩矢警部シリーズ(1) 京都華道家元殺人事件
- 水曜ミステリー9不倫調査員・片山由美(7)
- 水曜ミステリー9密会の宿(3) 北鎌倉、男と女が忍び逢う宿で不倫と嫉妬の連続殺人事件
- 水曜ミステリー9密会の宿(4)
- 土曜ワイドおかしな刑事(2)
- 月曜ミステリー自治会長・糸井緋芽子 社宅の事件簿(6)
- 水曜ミステリー9警視庁黒豆コンビ(1) 二度のお別れ
- 金曜エンタテイメント名司会者・寿鶴子殺人スピーチ(1)
- スペシャルドラマ和田アキ子 特別企画ドラマ ザ・介護番長
- 土曜ワイド特別企画明智小五郎VS金田一耕助
- 土曜ワイド警視庁捜査一課強行犯七係

2006年
- 土曜ワイド逆転弁護
- 水曜ミステリー9港町人情ナース(1)・若葉の事件カルテ 「信濃寝かせ唄」殺人事件!
- ドラマコンプレックス世界一の「愛妻物語」〜乙羽信子と新藤兼人
- 水曜ミステリー9不倫調査員・片山由美(8) 京都・能楽殺人事件
- 金曜エンタテイメント外科医鳩村周五郎 闇のカルテ(2)
- 土曜ワイドおかしな刑事(3)
- 水曜ミステリー9密会の宿(5) 北鎌倉不倫同窓会殺人事件
- 金曜エンタテイメント名司会者 寿鶴子・殺人スピーチ(2)
- 月曜ミステリー自治会長・糸井緋芽子(7) 社宅の事件簿スペシャル

2007年
- 水曜ミステリー9神楽坂署生活安全課(3)
- 水曜ミステリー9密会の宿(6) 北鎌倉不倫殺人旅行
- 土曜ワイドおかしな刑事(4)
- 水曜ミステリー9港町人情ナース(2)伊豆温泉リゾート殺人事件
- 警視庁捜査一課9係 Season2 最終回スペシャル（第9回）
- 月曜ゴールデン駅弁刑事・神保徳之助(1) 旅情みちのく殺人紀行
- 金曜プレステージ名司会者・寿鶴子!!殺人スピーチ(3)
- 月曜ゴールデン自治会長・糸井緋芽子社宅の事件簿(8)
- 金曜プレステージ外科医鳩村周五郎・闇のカルテ(3)
- 水曜ミステリー9警視庁凶悪犯係・黒豆コンビ(3) 怒りの捜査網
- 水曜ミステリー9神の目の女刑事 鷹子

2008年
- 金曜プレステージ寿鶴子殺人スピーチ(4)
- 水曜ミステリー9銀座・高級クラブママ 青山みゆき(3) 真紅のバラ連続殺人!
- 水曜ミステリー9港町人情ナース(3) 絶景富士山〜湯けむり地蔵殺人事件
- 金曜プレステージスペシャル企画和田アキ子物語
- 月曜ゴールデン駅弁刑事・神保徳之助(2) 会津若松殺人事件
- 水曜ミステリー9神楽坂署生活安全課(4) 迷刑事エイジとロク!ご近所騒音トラブル殺人
- 水曜ミステリー9神楽坂署生活安全課(5) 迷刑事!?エイジとロク
- WOWOWドラマW扉は閉ざされたまま
- 金曜プレステージ外科医 鳩村周五郎 闇のカルテ(4)
- 水曜ミステリー9不倫調査員・片山由美(10)京都化野・梅若絵巻殺人事件
- 土曜ワイド犬は見た!

2009年
- 月曜ゴールデン狩矢警部シリーズ(5)京舞妓殺人事件
- 月曜ゴールデン狩矢警部シリーズ(6)燃えた花嫁
- 月曜ゴールデン自治会長・糸井緋芽子社宅の事件簿(9)
- 絶対彼氏 〜完全無欠の恋人ロボット〜 スペシャル
- 月曜ゴールデン駅弁刑事・神保徳之助(3)
- 金曜プレステージ外科医 鳩村周五郎(5)
- 金曜プレステージ外科医 鳩村周五郎(6)
- 月曜ゴールデン二重裁判
- 土曜ワイドおかしな刑事(5)

2010年
- 月曜ゴールデン刑事シュート しゅうと&ムコの事件日誌(2)
- 土曜ワイドおかしな刑事(6)
- 月曜ゴールデン駅弁刑事・神保徳之助(4)
- 金曜プレステージ外科医 鳩村周五郎(7)
- 金曜プレステージ東野圭吾スペシャル探偵倶楽部
- 金曜プレステージ人情の女刑事徳大寺操・浅草事件簿

2011年
- 月曜ゴールデン駅弁刑事・神保徳之助(5)
- 金曜プレステージ外科医 鳩村周五郎(8)
- 月曜ゴールデン狩矢警部シリーズ(10)千利休・謎の殺人事件

2012年
- 金曜プレステージヤバい検事 矢場健〜ヤバケンの暴走捜査〜
- 月曜ゴールデン伝説の監察医 オニグマの事件簿
- 金曜プレステージ外科医 鳩村周五郎(9)
- 月曜ゴールデン狩矢警部シリーズ(11)京都舞踊襲名殺人事件
- 月曜ゴールデン駅弁刑事・神保徳之助(6)
- 水曜ミステリー9嘘の証明 犯罪心理分析官・梶原圭子
- 水曜ミステリー9密会の宿(9) 宝石の甘い罠
- 水曜ミステリー9沖縄リゾート　コンシェルジュ具志堅陽子の名推理 歪な密室
- 月曜ゴールデン 財務捜査官 雨宮瑠璃子(7)
- 金曜プレステージ 外科医 鳩村周五郎(10)
- 水曜ミステリー9 不倫調査員・片山由美(12)黒の環状線
- GTO秋の鬼暴れスペシャル！
- 月曜ゴールデン 狩矢警部シリーズ(12)京都香道殺人事件

2013年
- 金曜プレステージ ヤバい検事 矢場健(2)〜ヤバケンの暴走捜査〜
- 金曜プレステージ 外科医 鳩村周五郎(11)
- 月曜ゴールデン 駅弁刑事・神保徳之助(7)

2014年
- 金曜プレステージ 外科医 鳩村周五郎(12)
- 金曜プレステージ ヤバい検事 矢場健(3)〜ヤバケンの暴走捜査〜
- 月曜ゴールデン 狩矢警部シリーズ(13)京都人形浄瑠璃殺人事件
- 松本清張 わるいやつら
- 月曜ゴールデン 駅弁刑事・神保徳之助(8)
- 金曜プレステージ 外科医 鳩村周五郎(13)
- 月曜ゴールデン 財務捜査官 雨宮瑠璃子(8)
- 金曜プレステージ 女請負人〜仕掛けられた女の罠〜
- 警視庁捜査一課9係スペシャル
- 赤と黒のゲキジョーヤバい検事 矢場健(4)〜ヤバケンの暴走捜査〜
- 月曜ゴールデン 狩矢警部シリーズ(14)京都ベリーダンス殺人事件

2015年
- 土曜ワイド再捜査刑事・片岡悠介(7)
- 松本清張 黒い画集-草-
- 土曜ワイド 鉄道捜査官(15)
- 月曜ゴールデン 駅弁刑事・神保徳之助(9)
- 月曜ゴールデン 伝説の監察医 オニグマの事件簿(2)
- 土曜ワイド 京都美食タクシー殺人レシピ
- 水曜ミステリー9 小杉健治サスペンス 保身
- 土曜ワイド 再捜査刑事・片岡悠介(8)
- 月曜ゴールデン 狩矢警部シリーズ(15)京都タペストリー殺人事件
- 土曜ワイド 女たちの特捜最前線〜警察食堂極秘会議
- スペシャルドラマ 黒蜥蜴

2016年
- スペシャルドラマ 名探偵キャサリン消えた相続人
- 松本清張特別企画 喪失の儀礼
- 土曜ワイド 再捜査刑事・片岡悠介(9)
- 月曜名作劇場 駅弁刑事・神保徳之助(10)
- 土曜ワイド 家裁調査官・山ノ坊晃〜紛争解決100％の男!
- 金曜プレミアム 外科医 鳩村周五郎(14)
- 月曜名作劇場 天下御免トラック野郎 銀ちゃんの事件街道!
- 土曜ワイド 鉄道捜査官(16)
- BS時代劇 佐武と市捕物控 椋鳥

2017年
- 水曜ミステリー9 特命おばさん検事！花村絢乃の事件ファイル5
- 月曜名作劇場 駅弁刑事・神保徳之助(11)
- 金曜プレミアム 判事失格!?弁護士夏目連太郎の逆転捜査
- 月曜名作劇場 税務調査官窓際太郎の事件簿32
- 松本清張没後25年特別企画 誤差
- 日曜ワイド 鉄道捜査官(17)
- 日曜ワイド 再捜査刑事・片岡悠介(10)
- 日曜ワイド 家裁調査官・山ノ坊晃(2)～紛争解決100％の男!
- 日曜ワイド ハルさん〜花嫁の父は名探偵!?
- 日曜ワイド 内閣情報調査室 特命調査官・ハト

2018年
- 月曜名作劇場 税務調査官窓際太郎の事件簿33
- 月曜名作劇場 税務調査官窓際太郎の事件簿34
- 日曜ワイド 明日への誓い
- 日曜プライム 鉄道捜査官(18)
- 日曜プライム 再捜査刑事・片岡悠介(11)
- 日曜プライム トラベルミステリー69「金沢〜東京殺人ルート 2時間33分の罠」

2019年
- 警視庁捜査一課長スペシャル（１月６日放送）
- ドラマスペシャル 庶務行員 多加賀主水が悪を断つ
- 西村京太郎トラベルミステリー第70作スペシャル 「十津川警部VS鉄道捜査官・花村乃里子」
- 特捜９スペシャル
- 警視庁捜査一課長新作スペシャルⅠ（７月７日放送）
- 警視庁捜査一課長スペシャル（10月13日放送）
- 警視庁捜査一課長スペシャル（12月15日放送）
- 特命おばさん検事!花村絢乃の事件ファイルスペシャル

2020年
- 警視庁捜査一課長正月スペシャル
- 西村京太郎トラベルミステリー71「ニセ十津川とニセ亀井!!特急あずさ22号、走行中に消えた謎の女…」
- 西村京太郎トラベルミステリー72「十津川警部のラストラン」
- ドラマスペシャル 嫉妬
- 月曜プレミア8 警視庁遺失物捜査ファイル
- 実録ドラマ ３つの取調室 埼玉愛犬家連続殺人事件
- BS-TBS開局20周年記念ドラマ 税務調査官窓際太郎の事件簿スペシャル

2021年
- ドラマスペシャル西村京太郎サスペンス鉄道捜査官

2022年
- ペットドクター花咲万太郎の事件カルテ
- 西村京太郎トラベルミステリーファイナル「さらば十津川警部」

2023年
- ペットドクター花咲万太郎の事件カルテ2

### 映画
- 2004 レイクサイド マーダーケース
- 2011 ワイルド7

### Vシネマ
※全て長谷部安春監督との共同作業であり、こちらはハードボイルドタッチ。
- 1991.03.01 汚れし者の伝説 (V) 日本ビデオ映画
- 1999.03.12 組織暴力 流血の仁義 (V) 東映ビデオ
- 1999.11.12 組織暴力 流血の仁義2 (V) 東映ビデオ